# Gymnase de Beaulieu
Le gymnase de Beaulieu, anciennement École supérieure de commerce, est une école de maturité suisse située à Lausanne.

## Situation
Le gymnase de Beaulieu est situé entre le palais de Beaulieu et l’hôpital ophtalmique Jules-Gonin.

## Histoire
Section commerciale de l’École industrielle cantonale, l’École supérieure de commerce du canton de Vaud ouvre en 1898. En 1901, l’école de commerce devient indépendante et reçoit son nom en 1907.
Le bâtiment à la rue du Maupas est commencé dès 1913, mais bientôt le chantier est interrompu en raison de la Première Guerre mondiale. L'inauguration de cette architecture, stylistiquement située entre Heimatstil et verticalisme, n'a lieu qu'en 1915. Elle est due aux architectes lausannois Maurice Schnell et Charles Thévenaz, vainqueurs du concours et associés pour ce chantier. L'édifice subit une importante rénovation avec agrandissement en 1991-1992.
En 1918 sont créées les classes de maturité commerciale et en 1936, les titres décernés par l’école sont reconnus comme certificat fédéral de capacité. 1969 marque l'ouverture de classes commerciales dans d’autres régions du canton. L'école s'appelle désormais École supérieure de commerce de Lausanne.
En 1991, la maturité commerciale cantonale est abandonnée au profit de la maturité fédérale de type E (économique). L’école de commerce devient le CESS de Beaulieu, un centre d’enseignement secondaire supérieur, accueillant, outre sa clientèle habituelle, des élèves suivant d’autres filières : maturités de type C et D, diplôme de culture générale. En 1994 ouvre la filière de maturité professionnelle commerciale post-diplôme.
En 1996, les nouvelles installations du CESS de Beaulieu ainsi que d'un ancien bâtiment rénové sont inaugurées.
Le CESS de Beaulieu devient le Gymnase de Beaulieu en 1997. Les types de maturités sont supprimés au profit d’un système d’options spécifiques. En 1999 ouvre la filière de maturité spécialisée socio-pédagogique. En 2003 est mise à disposition la grande salle de sport rénovée et agrandie. En 2006, l'annexe de Fréminet est transformée et augmente sa capacité d’accueil.

## Administration
Le gymnase de Beaulieu est une école publique cantonale vaudoise. 

## Enseignement
Le gymnase de Beaulieu propose des formations secondaires supérieures de trois ans en École de maturité ou en École de culture générale et de commerce, à l'instar des autres gymnases vaudois. L'établissement possède soixante classes lors de l'année scolaire 2013-2014 : 14 classes de première année de maturité et 6 d'école de culture générale et de commerce ; il y en a respectivement 14 et 5, en deuxième année, et 13 et 5 en troisième année. À cela s'ajoute 3 classes de quatrième année de maturité professionnelle commerciale.